# Иркутска митрополија
Иркутска митрополија (рус. Иркутская митрополия) митрополија је Руске православне цркве.
Образована је одлуком Светог синода од 5/6. октобра 2011, а налази се у оквиру граница Иркутске области. У њеном саставу се налазе три епархије: Братска, Иркутска и Сајанска.